# Japanagromyza multiplicata
Japanagromyza multiplicata är en tvåvingeart som beskrevs av Mitsuhiro Sasakawa 1963. Japanagromyza multiplicata ingår i släktet Japanagromyza och familjen minerarflugor. Inga underarter finns listade i Catalogue of Life.